# Nodosaurus
A Nodosaurus a hüllők (Reptilia) osztályának a dinoszauruszok öregrendjéhez, ezen belül a madármedencéjűek (Ornithischia) rendjéhez és a Nodosauridae családjához tartozó kihalt nem.

## Lelőhelye
Észak-Amerikában, Montana és Texas

## Megjelenése
Testhossza 4-6 méter. Más néven "domború gyík"-nak ('nodo'=domború, 'saurus'=gyík) is nevezett Nodosaurus nyakát és hátát széles, apró domborulatokkal szórt csontlemezek borították. A farka végén még kicsi buzogány sem volt, mégis viszonylag biztonságban érezhette magát az igen nagy méretű páncélzata miatt.